# محوطه بهرام بگ (۱)
محوطه بهرام بگ (۱) در شهرستان گیلانغرب، بخش گواور، دهستان گواور، چسبیده به شمال و شمال غربی روستای بهرام بگ واقع شده و این اثر در تاریخ ۲۷ اسفند ۱۳۸۶ با شمارهٔ ثبت ۲۲۳۵۹ به‌عنوان یکی از آثار ملی ایران به ثبت رسیده است.